# Aubusson (Orne)
Aubusson település Franciaországban, Orne megyében. Lakosainak száma 396 fő (2022. január 1.). Aubusson Montilly-sur-Noireau, Athis-Val de Rouvre, Flers és Saint-Georges-des-Groseillers községekkel határos.

## Népesség
A település népességének változása:
| Lakosok száma | 424  | 426  | 447  | 431  | 423  | 416  | 408  | 402  | 396  |
|               | 2013 | 2015 | 2016 | 2017 | 2018 | 2019 | 2020 | 2021 | 2022 |